# Briennon
Briennon là một xã trong tỉnh Loire miền trung nước Pháp.